# Maxie Parks
Maxwell Lander Parks, detto Maxie (Arkansas City, 9 luglio 1951), è un ex velocista statunitense, specializzato nei 400 metri piani.

## Palmarès
| Anno | Manifestazione  | Sede     | Evento      | Risultato | Prestazione | Note |
| ---- | --------------- | -------- | ----------- | --------- | ----------- | ---- |
| 1976 | Giochi olimpici | Montréal | 400 m piani | 5º        | 45"24       |      |
| 1976 | Giochi olimpici | Montréal | 4×400 m     | Oro       | 2'58"65     |      |